# ニコラス・デ・オバンド

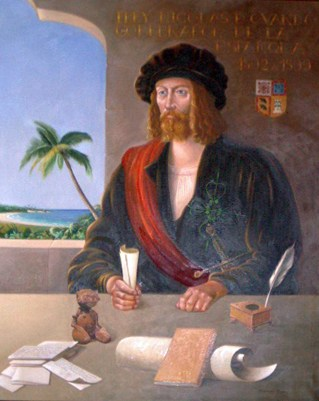
ニコラス・デ・オバンド

ニコラス・デ・オバンド (Fray Nicolás de Ovando y Cáceres、1460年 - 1518年5月29日) は、貴族出身のスペイン軍人でアルカンタラ騎士団の騎士。 1502年から1509年まで、西インド諸島のイスパニョーラ島の第3代統治者であった。

## 人生初期
ニコラス・デ・オバンドは、1460年カスティーリャ王国で生まれた。ディエゴ・フェルナンデス・デ・カセレス・イ・オバンド (Diego Fernández de Cáceres y Ovando) と、エルナン・コルテスの遠い親戚である第1夫人のイザベル・フローレス・デ・ラス・バリージャス (Isabel Flores de las Varillas) の息子として、高貴で敬虔な家に生まれた。彼はアルカンタラ騎士団に入隊し、司令官となった。テンプル騎士団と比較されるアルカンタラ騎士団は、1156年に設立された。彼の最初の本名はディエゴ・デ・カサレス・イ・オバンド (Diego de Cáceres y Ovando) であった。

## 統治者として選定
指揮官として、彼はスペイン国王や特に女王イザベル1世に評価されていた。1501年9月3日、スペイン王は前任のフランシスコ・デ・ボバディージャ(Francisco de Bobadilla)に変えて、オバンドを西インド諸島の統治者かつ総司令官にした。この人事にはクリストファー・コロンブスの前任者への不満と要請があったとされる。

## アメリカへの遠征
1502年2月13日、彼は13隻の艦隊を伴い、スペインを出港した。これは新大陸へ向かう艦隊で過去最大規模であった。
13隻の船が2,500人の入植者を運んだ。コロンブスの初期の居住者とは異なり、植民者グループは、意図的に、スペイン社会を代表し、組織することを選択した。オバンドの計画は、西インド諸島を経済的に発展させ、スペインの政治的、宗教的、行政的な影響をこの地域に拡大するというものであった。後に南米の西部を探検し、インカ帝国を征服したフランシスコ・ピサロも彼と同伴していた。別の船には、後に「インディアンの保護者」として知られる、バルトロメ・デ・ラス・カサスも乗っていた。1502年、知人であり遠い親戚であったエルナン・コルテスもオバンドと共にアメリカに行く計画があったが、コルテスが怪我をして彼の渡航は延期された。

## 統治
1502年、オバンドがイスパニョーラ島に到着した時、原住民の反乱があった。彼は兵を用いて、反乱を容赦なく鎮圧した。イスパニョーラ島におけるオバンドの統治時代は、インディアンを最も残酷に扱った時代の１つである。1492年、スペイン人が到着した際、原住民の人口は約500,000人と見積もられている。しかし1507年の調査によると、原住民の人口は60,000人にまで減少していた。
オバンドは、イスパニョーラ島に多くの町を建設し、鉱業を発展させ、サトウキビやカナリア諸島から輸入した作物を栽培し、新地の発見につながる遠征隊に権限を与えた。スペイン王は、原住民を食物を供給するための労働力として使用することに関心があっただけではなく、近郊の鉱山より金を採掘させる労働をさせることにより原住民を搾取しようとした。
1501年、オバンドはアフリカ訛のあるスペイン語話者の奴隷を、アメリカへ輸入することを命じた。多くのスペイン人エリート達は、自宅で召使として少数の奴隷を注文した。奴隷の多くは、サトウキビ畑に労働のために送られた。
1509年オバンドは国王フェルナンド2世に呼び出されスペインに戻った。国王はオバンドとの約束を守り、女王イザベル1世の最期を看取らせた。オバンドの任務はディエゴ・コロンブス(Diego Columbus)に引き継がれたが、彼のすべての所有物の所有の継続は認められた。
1518年5月29日、彼はスペインのマドリッドで亡くなり、サン・ベニート・デ・アルカンタラ(San Benito d'Alcantara)教会に埋葬された。